# Бардинский государственный драматический театр
Бардинский Государственный Драматический Театр — один из драматических театров Азербайджана, существовавший в городе Барда.

## История
Театр был создан в конце 1944 года и начал свою деятельность 1 мая 1945 года. Основателями театра и его первыми руководителями были Муршуд Гашимлы, Ага Зейналов и Октай Халилов, которые выступали в роли художественных руководителей. Альп Агамиров и Юсиф Мамедов работали как актеры-режиссеры, Аббас Бабаев был художником, а Исфандияр Абдуллаев — заведующим музыкальной частью.
В 1948 году, согласно постановлению Совета Министров СССР, все театры были переведены на систему самофинансирования. Столкнувшись с материальными трудностями, Бардинский Театр был закрыт в марте-апреле 1948 года. Основная часть имущества театра была передана Агдамскому Государственному Театру, а некоторые актеры и небольшая часть реквизита, бутафории и костюмов перешли в распоряжение Бардинского районного Дома культуры. .

## Труппа
В состав труппы театра входили такие актеры, как:
- Сулейман Гулиев
- Некеддин Гулиев
- Чираг Исмаилов
- Эвез Исмаилов
- Эюб Гахраманов
- Исфандияр Абдуллаев
- Нусрет Мухтаров
- Микаил Нуриев
- Муса Джафаров
- Кериш Гаджиев
- Худуш Мамедов
- Ахмед Ахмедов
- Аббас Кочерли
- Аяз Кочерли
- Тамара Алиева
- Земфира Шарифова
- Шура Шарифова
- Салима Атакишиева
- Ханым Агаева
- Гумру Гаджиева
- Тахира Гулиева
- Хокюма Бабаева
- Адиля Мухтарова
- Хокюма Зейналова
- Гюльназ Юсифова

## Основной репертуар

### В репертуар театра входили такие произведения, как
- «Айдын», «Севиль», «Яшар» (Джафар Джаббарлы)
- «Свадьба» (Сабит Рахман)
- «Любовь и месть» (Сулейман Сани Ахундов)
- «Ожидание» (Мехди Гусейн и Ильяс Эфендиев)

### Среди музыкальных спектаклей были
- «Муж и жена», «Мешади Ибад» (Узеир Гаджибеков)
- «Пятиманатная невеста» (Мамед Саид Ордубади и Саид Рустамов)
- «Журавль» (Сулейман Рустам и Саид Рустамов)[2].